# Night in the Ruts
Nights in the Ruts je album rock skupine Aerosmith. Izšel je leta 1979 pri založbi Columbia Records.

## Seznam skladb
1. "No Surprize"	- 4:25
2. "Chiquita" - 4:24
3. "Remember (Walking in the Sand)" (The Shangri-Las cover) - 4:04
4. "Cheese Cake" - 4:15
5. "Three Mile Smile" - 3:42
6. "Reefer Head Woman" (Jazz Gillum cover) - 4:01
7. "Bone to Bone (Coney Island White Fish Boy)" - 2:59
8. "Think About It" (The Yardbirds cover) - 3:34
9. "Mia" - 4:14